# 検事霧島三郎
『検事霧島三郎』（けんじきりしまさぶろう）は、高木彬光の小説。映画化、及びテレビドラマ化されている。

## 映画
1964年11月14日公開。製作は大映。

### キャスト
- 霧島三郎 - 宇津井健
- 竜田恭子 - 霧立はるみ
- 竜田慎作 - 菅井一郎
- 竜田慎一郎 - 成田三樹夫
- 榎本ふさ子 - 浜田ゆう子
- 寺崎義男 - 川崎敬三
- 須藤俊吉 - 杉田康
- 原田裕 - 船越英二
- 安藤澄子 - 長谷川待子
- 鹿内桂子 - 十和田翠
- 本田春江 - 一条淳子
- 森正行 - 宮口精二
- 小林準一 - 山茶花究
- 友永より子 - 角梨枝子
- 三川庄介 - 夏木章
- 北原大八 - 見明凡太朗
- 桑原警部 - 早川雄三
- 山口時子 - 倉田マユミ
- 戸塚刑事 - 守田学
- 倉島 - 中田勉
- 和子 - 竹里光子

### スタッフ
- 監督 - 田中重雄
- 脚色 - 安藤日出男
- 企画 - 三輪孝仁
- 撮影 - 高橋通夫
- 美術 - 柴田篤二
- 音楽 - 木下忠司
- 録音 - 奥村幸雄
- 照明 - 田熊源太郎
- 編集 - 中静達治
- スチル - 椎名勇

### 同時上映
- 『博徒ざむらい』: 森一生監督作品

## テレビドラマ

### よみうりテレビ版
1969年10月2日から12月25日まで毎週木曜日21:30 - 22:26に、よみうりテレビ制作・日本テレビ系「木曜21時」枠で放送された。

#### キャスト
- 霧島三郎 - 平幹二朗
- 竜田恭子 - 大空眞弓
- 芦田伸介
- 栗原小巻
- 竜崎一郎

#### スタッフ
- 脚本 - 井手雅人
- 音楽 - 渡辺岳夫
- 監督 - 櫻井秀雄、前田陽一、水川淳三
- 制作 - よみうりテレビ

| 読売テレビ制作・日本テレビ系列 木曜21時台ドラマ枠                       | 読売テレビ制作・日本テレビ系列 木曜21時台ドラマ枠 | 読売テレビ制作・日本テレビ系列 木曜21時台ドラマ枠      |
| 前番組                                                                  | 番組名                                            | 次番組                                                 |
| ----------------------------------------------------------------------- | ------------------------------------------------- | ------------------------------------------------------ |
| （なし）                                                                | 検事霧島三郎 （1969年10月2日 - 12月25日）         | 細うで繁盛記 （第1期） （1970年1月8日 - 1971年4月1日） |
| 日本テレビ系列 木曜21:30 - 22:26枠（ここからよみうりテレビの制作枠日）  |                                                   |                                                        |
| 夜のグランド劇場 （1968年4月 - 1969年9月） （ここまで日テレの制作枠日） | 検事霧島三郎 （1969年10月2日 - 12月25日）         | 細うで繁盛記 （第1期） （1970年1月8日 - 1971年4月1日） |

### 毎日放送版
1979年4月7日から7月28日まで毎週土曜日22:00 - 22:55に、毎日放送制作・TBS系「土曜22時」枠で「高木彬光シリーズ」として放送された。全17回。

#### キャスト

##### レギュラー
- 霧島三郎（東京地方検察庁 検事） - 竹脇無我
- 竜田恭子（霧島の婚約者） - 多岐川裕美

##### ゲスト
第1部
- 竜田（弁護士・恭子の父） - 高橋昌也
- 森（検事正） - 三船敏郎
- あおい輝彦、岡江久美子、森本レオ、中島ゆたか、中尾彬、鈴木瑞穂、野村昭子

第2部「炎の女」
- 野際陽子、津川雅彦

第3部「密告者」
- 酒井 - 岸田森
- 小野寺昭、松原智恵子、片桐夕子

#### スタッフ
- 脚本 - 服部佳、鴨井達比古、安倍徹郎
- 音楽 - 坂田晃一
- 監督 - 池広一夫、長谷部安春、蔵原惟繕
- 主題歌 - 絵夢「くもりガラス」
- プロデューサー - 池田徹朗（毎日放送）、伊藤満（三船プロ）
- 制作 - 毎日放送、三船プロダクション

#### 放送日程
| 話数 | 放送期間（放送回数）           | サブタイトル | 脚本       | 監督       |
| ---- | ------------------------------ | ------------ | ---------- | ---------- |
| 1    | 1979年4月07日 - 5月19日（7回） |              | 服部佳     | 池広一夫   |
| 2    | 5月26日 - 6月23日（5回）       | 炎の女       | 鴨井達比古 | 長谷部安春 |
| 3    | 6月30日 - 7月28日（5回）       | 密告者       | 安倍徹郎   | 蔵原惟繕   |

#### 映像ソフト化
2024年10月30日に「竹脇無我主演 検事霧島三郎 コレクターズDVD <HDリマスター版>」、
2024年11月29日に「竹脇無我主演 検事霧島三郎 炎の女 コレクターズDVD <HDリマスター版>」、
2025年1月31日(予定)に「竹脇無我主演 検事霧島三郎 密告者 コレクターズDVD <HDリマスター版>」が、【昭和の名作ライブラリー 第146集】としてベストフィールド（販売元/TCエンタテインメント、発売協力/株式会社スーン）よりDVD-BOXが発売された。
| TBS系 土曜22時台（当時はMBSの制作枠。一部地域を除く日）   | TBS系 土曜22時台（当時はMBSの制作枠。一部地域を除く日）                                     | TBS系 土曜22時台（当時はMBSの制作枠。一部地域を除く日） |
| 前番組                                                    | 番組名                                                                                      | 次番組                                                  |
| --------------------------------------------------------- | ------------------------------------------------------------------------------------------- | ------------------------------------------------------- |
| 森村誠一シリーズII・野性の証明 （1979年1月6日 - 3月31日） | 高木彬光シリーズ・検事霧島三郎 第1部 第2部・炎の女 第3部・密告者 （1979年4月7日 - 7月28日） | 高木彬光シリーズ・白昼の死角 （1979年8月4日 - 9月29日） |

### 日本テレビ版
1994年から1999年まで日本テレビ系「火曜サスペンス劇場」で放送されたシリーズ。全7回。主演は北大路欣也。

#### キャスト

##### レギュラー
霧島三郎
演 - 北大路欣也
東京地方検察庁の検事。
霧島恭子
演 - 黒田福美
霧島の妻。
桑原
演 - 河原さぶ
刑事。第5作は入院している。
三上浩平
演 - 西山浩司（第3作 - 第5作・第7作）
事務官。
丸山
演 - 山西道広（第6作・第7作）
刑事。
利根崇広
演 - 外山高士
地検刑事部長。

##### ゲスト
第1作（1994年）
- 春海（公判部長） - 佐原健二
- 石田（刑事） - 渡辺哲
- 倉橋昭人 - 宮崎達也
- 荻野映子 - 姿晴香
- 伊東達広、粟津號、高野真二、高川裕也、廣田行生、相馬剛三、伊集院八朗、藤澤慎介

第2作（1995年）
- 尾形（悦子の愛人） - 藤堂新二
- 悦子（ホステス） - 斉藤林子
- 宮崎淑子、篠塚勝、筒井巧、瑳川哲朗

第3作（1996年）
- 大鶴義丹、渡辺梓、草見潤平、伊藤高

第4作（1997年）
- 脇坂武雄（フリージャーナリスト・霧島の学生時代の後輩） - 勝野洋
- 佐伯可奈子（佐伯の妻） - 藤吉久美子
- 津島芳夫（佐伯の秘書） - 廣田行生
- 小山玲子 - 麻生真宮子
- 佐伯雄介（都議会議員） - 世古陽丸
- 吉村宏美 - 白島靖代
- 畠山久、藤田佳子、望月栄希、野村昇史

第5作（1998年）
- 松岡（刑事） - 阿藤海
- 小西礼子（検事） - 村上聡美
- 紺野俊作（紺野調理学院 役員） - 並樹史朗
- 北山宏美（北山の妻） - 遠藤真理子
- 飯沢一男（窃盗犯） - 赤星昇一郎
- 水橋（スポーツクラブのインストラクター） - 伊集院八朗
- 紺野佐知子（紺野調理学院 理事長・紺野の妻） - 中島ゆたか
- 北山泉一郎（弁護士・元検事） - 三浦洋一
- 亀山忍、三夏紳

第6作（1999年）
- 吉井弘子（村瀬の元妻） - 山口美也子
- 吉井邦雄（村瀬と弘子の息子） - 松田洋治
- 坂崎光一（村瀬の設計事務所の所員） - 江藤潤
- 平岩徳次（東都大学 警備員・元神奈川県警刑事） - 片桐竜次
- 村瀬康雄（設計事務所経営者・6年前誤認逮捕後病死） - 大林丈史
- 山下（事務官） - 仁科貴
- 緒方肇（村瀬の設計事務所の所員・6年前死亡） - 藤澤慎介
- 本間（公判検事） - 石丸謙二郎
- 坂本あきら、伊東貴明、入江麻友子、片岡弘貴

第7作（1999年）
- 吉岡（地検刑事部長） - 勝部演之
- 宮垣俊介（東都医科大学 事務員・保釈中の被告人） - モロ師岡
- 矢野（奥多摩警察署 刑事） - 江藤漢
- 佐伯良作（関東ゼミナール 理事・受験ブローカー） - 藤堂新二
- 宮垣美津子（宮垣の妻） - 福家美峰
- 村井（弁護士） - 藤澤慎介
- 小山内（東都医科大学 事務局長） - 潮哲也
- 岡部正弘（東西銀行副頭取の息子・6年前クモ膜下出血で急死） - 松永久仁彦
- 藤崎誠司（東都医科大学 助教授・脳外科医） - 萩原流行
- 藤崎知美（藤崎の妻・岡部の元妻） - 相本久美子

#### スタッフ
- 原作 - 高木彬光
- 脚本 - 峯尾基三
- 監督 - 三村晴彦、鈴木元
- プロデューサー - 田辺昌一（第4作 - ）、加藤教夫（第4作 - ）
- 製作著作 - C.A.L
- 制作 - 日本テレビ

#### 放送日程
| 話数 | 放送日         | サブタイトル                                                   | 脚本     | 監督     |
| ---- | -------------- | -------------------------------------------------------------- | -------- | -------- |
| 1    | 1994年11月22日 | 迷走する殺人事件に挑む捜査検事とその恋人の終わりなき戦い！     | 峯尾基三 | 三村晴彦 |
| 2    | 1995年09月05日 | チンピラ、ホステス、大学教授・三つの殺人をつなぐ助教授夫人の恋 | 峯尾基三 | 三村晴彦 |
| 3    | 1996年08月20日 | ヒモの男の死、刑事殺し、愛人殺し・三つの死に絡んだ男運の悪い女 | 峯尾基三 | 三村晴彦 |
| 4    | 1997年04月29日 | 被疑者の自殺で殺人捜査終了宣言？水槽の熱帯魚だけが知っている   | 峯尾基三 | 鈴木元   |
| 5    | 1998年04月28日 | 空き巣から忍びこんだ部屋の窓から覗き見た隣の家の人妻殺し       | 峯尾基三 | 鈴木元   |
| 6    | 1999年04月06日 | 殺人を素直に認めた容疑者が裁判で一転、同日同時刻の窃盗を主張   | 峯尾基三 | 鈴木元   |
| 7    | 10月26日       | 毛バリと密会写真と車椅子が見ていた教授夫人の前妻と愛人殺し     | 峯尾基三 | 鈴木元   |

### TBS版
2014年12月15日にTBS系「月曜ゴールデン」で放送された。主演は柳葉敏郎。
サブタイトルは「ホステス殺しの容疑者は消えた恩師！投薬の期限が迫る中、ゼネコンがらみの不正が浮かび上がる！事件解決の証拠はどこにあるのか!?」

#### キャスト
- 霧島三郎（東京地方検察庁刑事部 検事） - 柳葉敏郎
- 竜田恭子（医師・竜田の娘・霧島の婚約者） - 黒谷友香
- 北原大八（検察事務官） - ゴリ（ガレッジセール）
- 高橋篤（公判部長） - 中村育二
- 桑原（青山警察署 警部） - 平山祐介[3]
- 溝口慎一郎（EIコンサルティング 社長） - 佐藤一平
- エリカ（クラブ「ラムール」ホステス） - 水谷妃里
- 小林毅（エリカの元夫） - 若山慎
- 権藤（青山警察署 刑事） - 宇野祥平
- ユキ（クラブ「ラムール」ホステス） - 川村亜紀[4]
- 酒井（溝口の秘書） - とむ畑中
- 交番巡査 - 大坪貴史
- リポーター - 松木研也[5]
- 子供 - 五十嵐陽向[6]
- 河辺達朗（竜田の部下・霧島の友人） - 東幹久
- 竜田耕太郎（竜田法律事務所 弁護士・霧島の恩師） - 西郷輝彦

#### スタッフ
- 原作 - 高木彬光「検事霧島三郎」（光文社文庫刊）
- 脚本 - 伴一彦
- 演出 - 生野慈朗
- 選曲 - 志田博英
- 剣道指導 - 瀬木一将（高瀬道場）
- 剣道吹き替え - 剣将道、鋼鐵男（高瀬道場）
- スタントコーディネーター - 高槻祐士（Gocoo）
- 法律監修 - 柳原克哉
- 医療監修 - 堀エリカ
- 警察監修 - 尾崎祐司
- 技術協力 - 東通、TBSテックス
- 美術協力 - フジアール
- プロデューサー - 森川真行、石塚清和
- 製作 - TBS、ファインエンターテイメント